# Claude Soulary

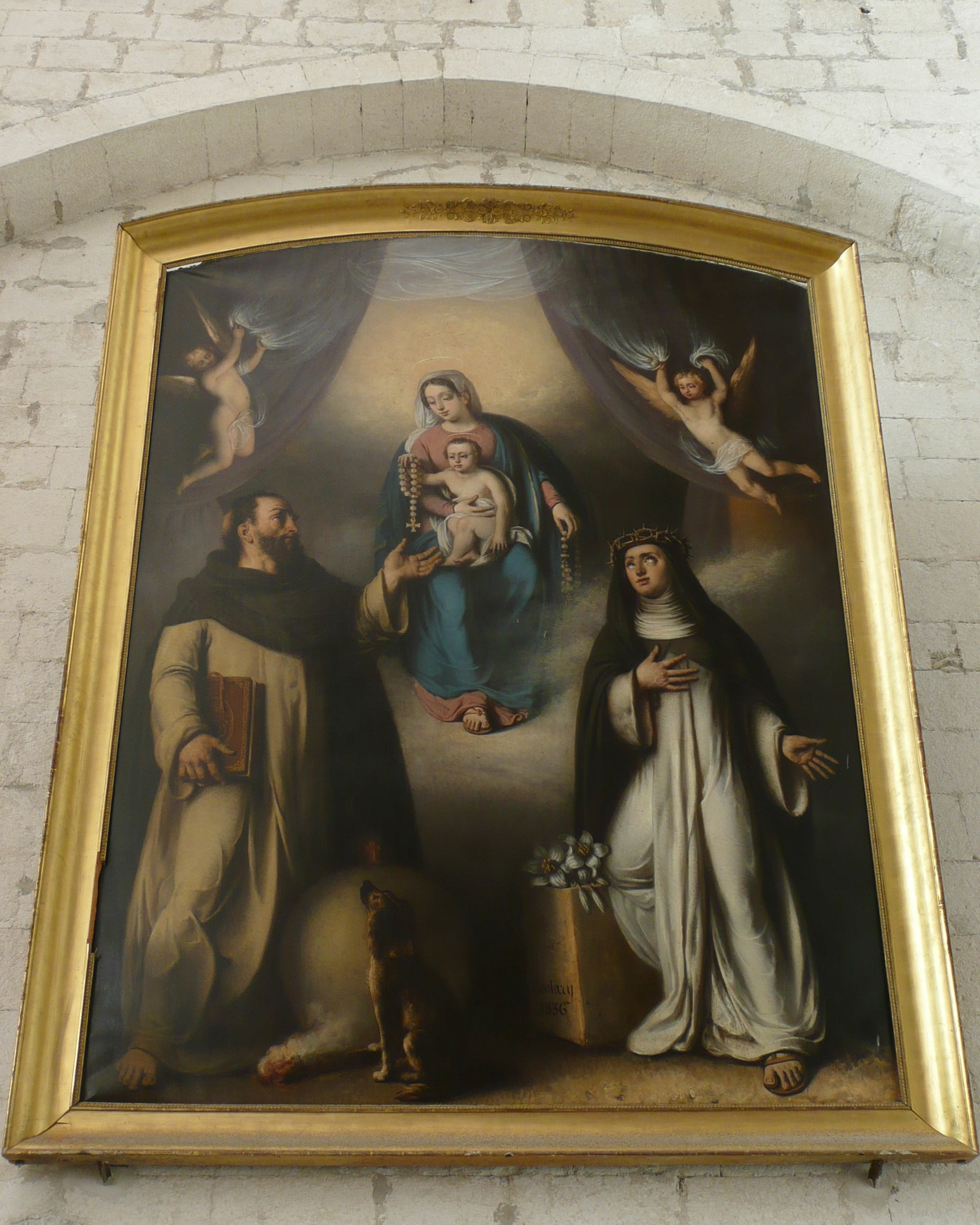
Donation du Rosaire (1836), cathédrale Saint-Vincent de Viviers.

Claude Mathias Soulary, né à Lyon le 15 octobre 1792, et mort à Saint-Étienne le 20 janvier 1870, est un peintre français.
Il est l'oncle du poète Joséphin Soulary.

## Biographie
Claude Soulary est connu non seulement comme peintre, mais comme directeur de l'école de dessin de Saint-Étienne de 1837 à 1861. À ce titre, il a été le professeur notamment de Julien Gustave Gagliardini.

## Œuvre
Parmi ses œuvres, on trouve notamment à la primatiale Saint-Jean de Lyon un Saint Irénée choisissant le supplice de la croix, peint en 1826 sur une commande de Mgr de Pins et exposée initialement dans le palais archiépiscopal; et dans la cathédrale saint Vincent de Viviers une Donation du Rosaire peinte en 1836. 
Le musée des beaux-arts de Lyon conserve un tableau montrant Le Comte Ugolin, dans les fers, condamné à mourir de faim avec ses enfants,.
Le musée des Ursulines de Mâcon détient le Portrait du général Verdier, huile sur toile de 1830.